# Żyła biodrowa wspólna

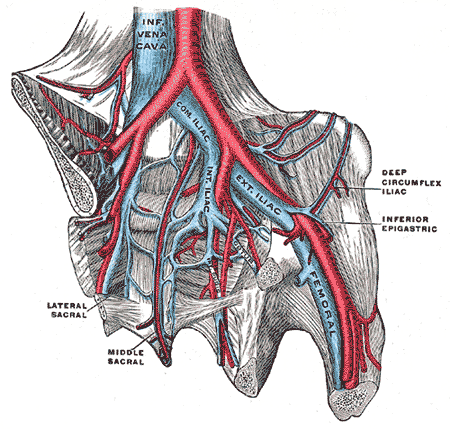
Żyła biodrowa wspólna podpisana com. iliac.

Żyła biodrowa wspólna (łac. vena iliaca communis) – w anatomii człowieka duże naczynie żylne, odprowadzające całą krew z miednicy i kończyn dolnych. Powstaje z przodu od stawu biodrowo-krzyżowego z połączenia żyły biodrowej zewnętrznej i żyły biodrowej wewnętrznej. Biegnie obustronnie ku tyłowi od tętnicy biodrowej wspólnej, między tętnicą a stawem biodrowo-krzyżowym. Na poziomie krążka międzykręgowego pomiędzy czwartym a piątym kręgiem lędźwiowym obie żyły biodrowe wspólne, prawa i lewa, łączą się pod kątem 60–65°, wytwarzając żyłę główną dolną. Tętnienie tętnicy biodrowej wspólnej przenosi się na żyłę biodrową wspólną, powodując w niej wzrost ciśnienia niezbędnego do przezwyciężenia wahań ciśnienia w jamie brzusznej.